# NGC 4452
NGC 4452 é uma galáxia lenticular (S0) localizada na direcção da constelação de Virgo. Possui uma declinação de +11° 45' 18" e uma ascensão recta de 12 horas, 28 minutos e 43,3 segundos.
A galáxia NGC 4452 foi descoberta em 15 de Março de 1784 por William Herschel.